# Heinz Ullstein

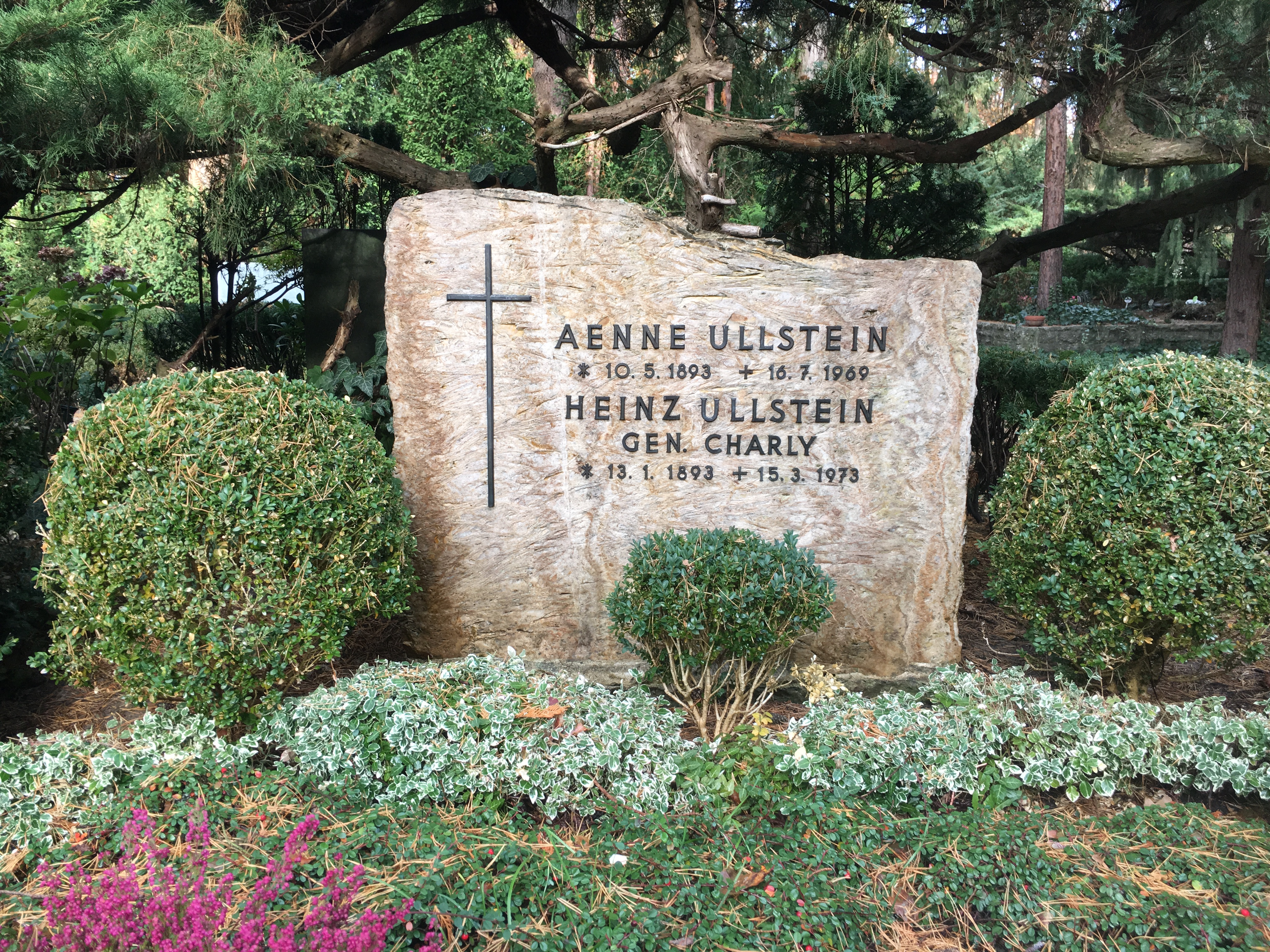
Grabstätte der Eheleute Ullstein

Heinz Leopold Louis Ullstein (* 13. Januar 1893 in Berlin; † 15. März 1973 ebenda) war ein deutscher Schauspieler, Regisseur und Verleger.

## Leben

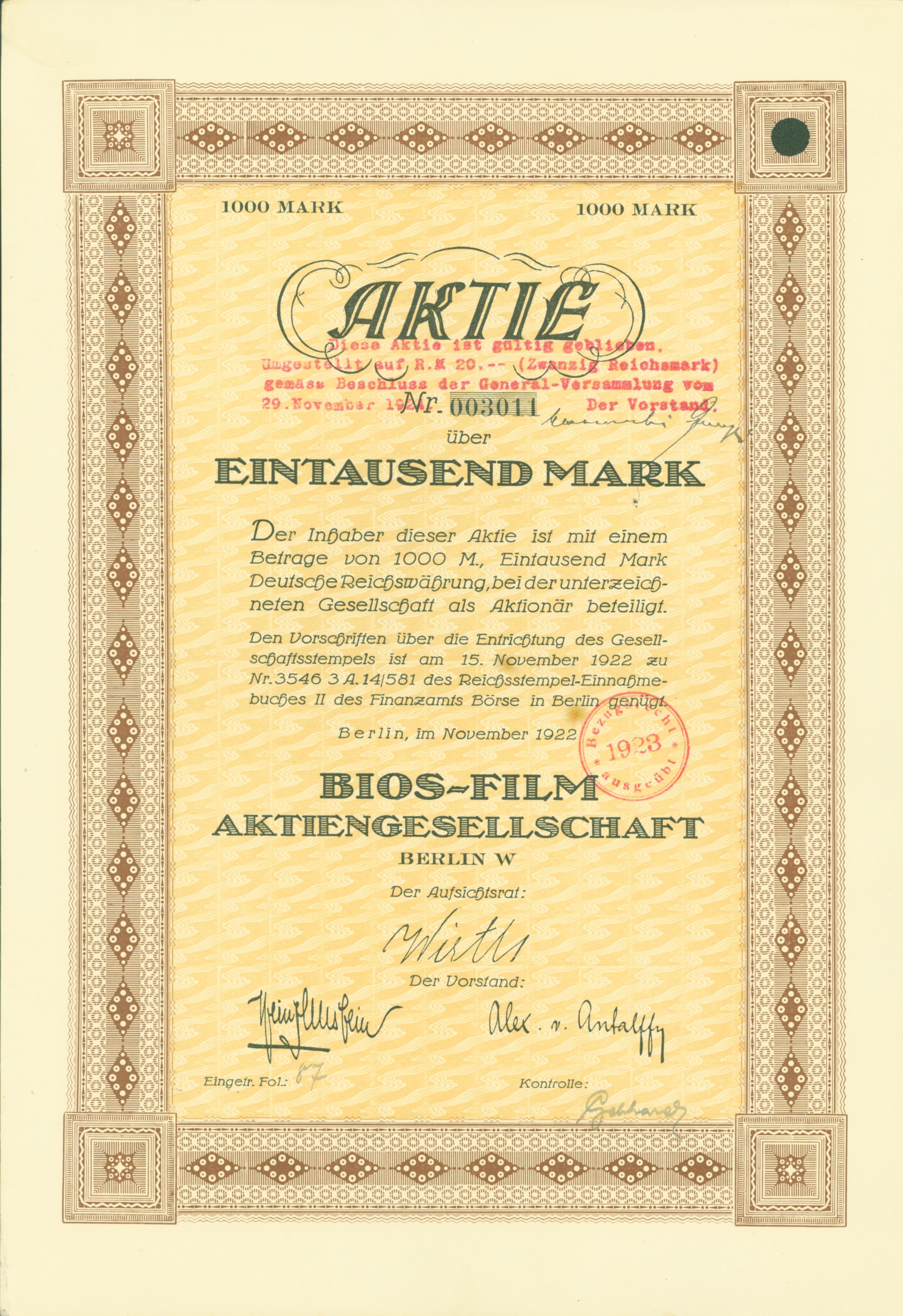
Aktie über 1000 Mark der Bios-Film AG vom November 1922 mit den Unterschriften der Vorstände Heinz Ullstein und Alexander von Antalffy.

Heinz Ullstein, Enkel des Verlagsgründers Leopold Ullstein und Sohn von Louis-Ferdinand Ullstein, begeisterte sich für das Theater und spielte kleine Rollen an Berliner Bühnen, u. a. am Deutschen Theater unter Max Reinhardt. Heinz Ullstein war in 1ster Ehe mit der Schauspielerin Anna Emilie (Aenne) Gebhard verheiratet (Scheidung 1928). Aus dieser Ehe stammt die Tochter Aglavaine Ullstein (geboren 1922). Im Romanischen Café lernte er seine spätere zweite Frau, ebenfalls Schauspielerin, Aenne Gettke (geschiedene von Wolzogen) aus Wuppertal (1893–1969) kennen. Sie zogen nach Heidelberg, wo sie gemeinsam erste Schritte in die neue Filmwelt unternahmen. 1921 wurde er Vorstandsmitglied bei der Richard Oswald Film AG. Im Januar 1922 gründete er mit Richard Oswald die Heinz Ullstein Film GmbH und war im Juni Mitgründer der Bios Film AG, die er als Vorstand an der Seite von Alexander von Antalffy leitete. Aenne und Heinz Ullstein gehörten seit den 20er Jahren zu Gottfried Benns engerem Berliner Freundeskreis. 1925 trat er in den Ullstein Verlag der Familie ein. 1929 rückte er in den Aufsichtsrat der Ullstein Aktiengesellschaft auf. Nach der Arisierung des Betriebes 1934 blieb er als einziger der Familie in Berlin. Die Nürnberger Rassegesetze erklärten den getauften Christen zum Juden, nur durch die Ehe mit seiner „deutschblütigen“ Ehefrau war er leidlich geschützt. Heinz Ullstein wurde im Februar 1943 in der Rosenstraße inhaftiert. Seine Frau nahm an den Rosenstraße-Protesten teil, um eine drohende Deportation der jüdischen Ehepartner zu verhindern. In den beiden letzten Kriegsjahren wurde er zur Zwangsarbeit herangezogen.
Nach dem Krieg erhielt Ullstein zusammen mit Helmut Kindler und Ruth Andreas-Friedrich von den Alliierten die Lizenz für die Frauenzeitschrift „sie“. 1953 wurde er Verlagsleiter der wiedergegründeten Ullstein AG. Ende 1959 erfolgte die von ihm befürwortete Übernahme durch Axel Springer, er blieb weiter in der Geschäftsführung aktiv. 1970 bis 1971 saß er im Aufsichtsrat der neu gegründeten Axel Springer AG.
Der aus dem Nachlass gestiftete „Aenne und Heinz Ullstein Fonds“ für notleidende Schauspieler und Journalisten wird von der Springer-Stiftung verwaltet. Das Ehepaar fand seine letzte Ruhestätte auf dem Berliner Waldfriedhof Dahlem (Abt. 20 B 7 und B 8).

## Ehrungen
- 1968: Großes Verdienstkreuz der Bundesrepublik Deutschland

## Schriften
- 1921 Die Brüder Bürger
- 1961 Spielplatz meines Lebens. Erinnerungen, Kindler Verlag, München

## Filme
- 1917   Die gestreckte Frau oder Das Geheimnis der Flickenkiste (Produzent)
- 1920   Menschen im Rausch (Darsteller), Drehbuch seines Onkels Artur Landsberger
- 1922   Die Dame und ihr Friseur (Drehbuch, Produzent, Regie)